# Napoli ieri - Napoli oggi - Vol. III
Napoli ieri - Napoli oggi - Vol. III è il sedicesimo album di Peppino Di Capri

## Descrizione
Come i due precedenti volumi (stavolta con una grafica più semplice senza la copertina rivestita di velluto) questo terzo capitolo della serie dedicata alla canzone partenopea racchiude sul lato A canzoni storiche napoletane come Palomma 'e notte, Munasterio e Santa Chiara (che il cantante campano aveva in inverno presentato a Canzonissima e pubblicato su 45 giri) Funtana all'ombra e altre. Sul lato B sono racchiuse cinque nuove canzoni composte per l'occasione tra le quali Scusa che di Capri presentò in contemporanea con l'uscita del disco alla manifestazione delle nuove canzoni napoletane di Piedigrotta fallimentare tentativo di riesumare il Festival di Napoli finito due anni prima. In coda vi è invece una reincisione di Tu brano che di Capri aveva presentato al Festival di Napoli 1969 e che qui viene firmato dal vero autore Mimmo di Francia (contrariamente alla prima pubblicazione su singolo dove non poté firmarla in quanto non ancora iscritto alla SIAE).
L'album è stato parzialmente ripubblicato in CD nel 2003 con l'esclusione di alcuni brani del lato B e Munasterio 'e Santa Chiara presentata con un arrangiamento differente rispetto all'originale e l'aggiunta di alcuni brani di altri periodi del cantante caprese.

## Tracce (versione originale)
Lato A
1. Guapparia (testo di Libero Bovio, musica di Rodolfo Falvo)
2. Palomma 'e notte (testo di Salvatore Di Giacomo, musica di Francesco Buongiovanni)
3. Tammurriata nera (testo di Edoardo Nicolardi, musica di E. A. Mario)
4. O marenariello (testo di Gennaro Ottaviano, musica di Salvatore Gambardella)
5. Funtana all'ombra (testo e musica di E. A. Mario)
6. Munasterio 'e Santa Chiara (testo di Michele Galdieri, musica di Alberto Barberis])

Lato B
1. Scusa (testo di Depsa, musica di Mimmo di Francia e Depsa)
2. Limone d'oro (testo di Enrico Moscarelli, musica di Paolo Moscarelli)
3. Me dice 'o core (testo di Enrico Moscarelli, musica di Paolo Moscarelli)
4. Se ne so gghiute 'e vviole (testo di Mimmo di Francia e Sergio Iodice, musica di Piero Braggi)
5. Na canzone (testo di Giuseppe Faiella, musica di Depsa)
6. Tu (testo di Mimmo di Francia, musica di Giuseppe Faiella)

## Tracce (versione del 2003)
1. Munasterio 'e Santa Chiara (incisione dall'album Peppino di Capri in concerto del 1988)
2. Palomma 'e notte
3. Tammurriata nera
4. O marenariello
5. Funtana all'ombra
6. Scusa
7. Ce vo tempo (testo di Franco Maresca, musica di Francesco Mario Pagano) (singolo del 1966)
8. Basta 'na notte (testo e musica di Carlo Faiello) (con Roberto Murolo, canzone del 1992)
9. Ammore (testo di Depsa, musica di Giuseppe Faiella) (brano del 1981)
10. Na canzone
11. Tu
12. Maruzzella (testo di Enzo Bonagura, musica di Renato Carosone) (incisione del 1977)
13. Nun chiagnere (testo di Lorenzo Raggi e Depsa, musica di Franco Fasano) (brano del 1988)
14. Piccere (testo di Cesare De Natale, musica di Claudio Mattone) (brano del 1977)
15. Bona furtuna (testo di D'amora, musica di Giuseppe Faiella e D'amora) (brano del 1981)
16. Napule è (testo e musica di Pino Daniele) (nuova incisione)

## Formazione
- Peppino di Capri: voce, pianoforte, arrangiamenti
- Piero Braggi: chitarra, cori
- Pino Amenta: basso, cori
- Ettore Falconieri: batteria, percussioni
- Gianfranco Raffaldi: tastiera, organo Hammond, cori